# Sullivan megye (Missouri)
Sullivan megye az Amerikai Egyesült Államokban, azon belül Missouri államban található. Megyeszékhelye és legnagyobb városa Milan. Lakosainak száma 5999 fő (2020. április 1.).

## Szomszédos megyék
- Putnam megye
- Linn megye
- Adair megye
- Grundy megye
- Mercer megye

## Népesség
A megye népességének változása:
| Lakosok száma | 6714 | 6665 | 6539 | 6448 | 6353 | 5999 |
|               | 2010 | 2011 | 2012 | 2013 | 2015 | 2020 |